# Педуніверситет-ШВСМ (жіночий клуб)
«Педуніверситет-ШВСМ» — жіночий волейбольний клуб з м. Чернігова, Україна. Заснований у 2003 році. Виступає в українській Вищій лізі.

## Історія

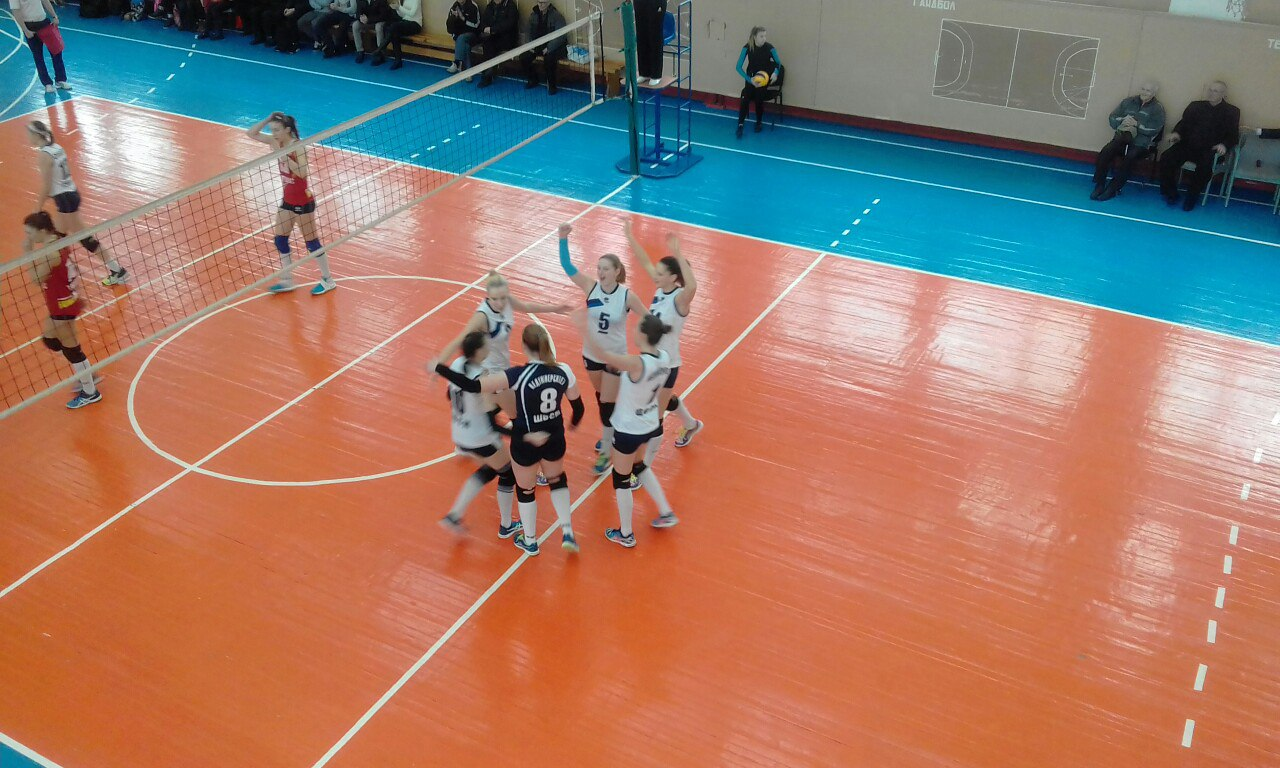
"Педуніверситет-ШВСМ" в матчі проти "Орбіти-ЗТМК-ЗНУ". Чернігів. 18.02.2017

Команда була заснована в 2003 році на базі ЧДПУ ім Т.Г. Шевченко під назвою "Буревісник" і брала участь у вищій любітелькой лізі України і першої студентській лізі.
У сезоні 2011/12 команда заявилася до Вищої ліги України під назвою "Педуніверситет-ШВСМ" і в сезоні 2013/14 під керівництвом Ігоря Лукаша завоювала "срібло" Вищої ліги і право виступати в Суперлізі.
У чемпіонаті 2015/16 посіла 8 місце в Суперлізі. 
У сезоні 2016/17 команда зайняла 6 місце в регулярному чемпіонаті Суперліги, але програла все 6 ігор у турнірі за 5-8 місця і покинула Суперлігу  У міжсезоння команду покинула капітан Тетяна Калабура, яка вирішила завершити кар'єру гравця. Однак головний тренер "Педуніверситету" Володимир Жула озвучив завдання на сезон - перемогти у Вищій лізі 

### Гравці
Станом на 15 грудня 2017
| No | Національність | Гравець             | Дата народження | Зріст | Позиція      |
| -- | -------------- | ------------------- | --------------- | ----- | ------------ |
| 1  | Україна        | Ганна Жула К        | 1997            | 182   | нападник     |
| 2  | Україна        | Таїсія Кравчук      | 1998            | 175   | ліберо       |
| 3  | Україна        | Ольга Жула          | 1999            | 183   | нападник     |
| 4  | Україна        | Анна Сергєєва       | 1999            | 182   | нападник     |
| 5  | Україна        | Христина Кімейчук   | 1997            | 180   | догравальник |
| 7  | Україна        | Юлія Соцька         | 1999            | 177   | ліберо       |
| 8  | Україна        | Марія Булавчик      | 1999            | 176   | зв'язуючий   |
| 9  | Україна        | Анастасія Литвинова | 1999            | 180   | нападник     |
| 10 | Україна        | Юлія Українець      | 1996            | 179   | діагональний |
| 11 | Україна        | Олександра Коленко  | 1995            | 186   | нападник     |
| 16 | Україна        | Світлана Танасюк    | 1996            | 180   | нападник     |
| 14 | Україна        | Карина Кравчук      | 1994            | 182   | нападник     |
| 17 | Україна        | Анастасія Ткаченко  | 1992            | 177   | зв'язуючий   |
| 18 | Україна        | Анастасія Абрамкіна | 1997            | 178   | нападник     |